# Grecia
Grecia est une ville moyenne et un centre agricole du Costa Rica. Elle est célèbre notamment pour son église réalisée uniquement en acier.

## Patrimoine et tourisme
Catedral de la Nuestra Señora de las Mercedes : Cette cathédrale est entièrement assemblée d'éléments d'acier pré-fabriqués provenant des ateliers de la Société de Couillet, en Belgique. Elle date de la fin du XIXe siècle.